# Marei Obladen
Marei Obladen (Pseudonym Maral; geboren 3. Februar 1941 in Bad Oldesloe; gestorben 31. Januar 2020 in Hamburg) war eine deutsche Dramaturgin, Hörspielautorin, Rezensentin und Bürgerrechtlerin. Sie prägte mit ihrem vielseitigen Werk die deutschsprachige Hörspielkultur und setzte sich zeitlebens für die Aufarbeitung der NS-Vergangenheit und gegen Antisemitismus ein.

## Leben

### Kindheit und Ausbildung
Marei Obladen wuchs in einer katholischen Familie auf. Nach ihrem Abitur 1959 in Hamburg studierte sie Germanistik und Theaterwissenschaften. Ihre akademische Ausbildung legte den Grundstein für ihre spätere Arbeit in den Bereichen Literatur, Theater und Hörspiel.

### Werdegang
Nach ihrem Studium begann Marei Obladen ihre berufliche Laufbahn als Dramaturgin und Regieassistentin an den Hamburger Kammerspielen unter der Leitung von Ida Ehre. Diese Zeit prägte nicht nur ihr künstlerisches Schaffen, sondern auch ihr politisches Engagement.
In den folgenden Jahren etablierte sie sich als vielseitige Hörspielautorin sowie Rezensentin von Kinder- und Jugendbüchern sowie Belletristik im Hörfunk (RIAS Berlin, DeutschlandRadio, Südwestfunk) und auf Tonträgern (u. a. Deutsche Grammophon).
Ihre Hörspielbearbeitungen umfassen Werke bekannter Autoren wie Erich Kästner, Peter Härtling, Christine Nöstlinger und Isaac B. Singer. Besonders hervorzuheben ist ihre preisgekrönte Bearbeitung von Das Tagebuch der Anne Frank – Wird es nicht unglaublich erscheinen, wie wir hier gelebt haben (1985).
Als Rezensentin widmete sie sich vor allem Kinder- und Jugendliteratur sowie Belletristik. Ihre Rezensionen erschienen in renommierten Rundfunkanstalten wie dem RIAS Berlin und DeutschlandRadio.

### Familie
Marei Obladen führte ein zurückgezogenes Privatleben und zeigte wenig Interesse daran, im Mittelpunkt der öffentlichen Aufmerksamkeit zu stehen. Sie wurde jedoch von ihrer Familie, insbesondere von ihren Neffen und Nichten, als kluge, bedachte und konsequente Denkerin geschätzt. Ihre umfangreiche Privatbibliothek zu Themen wie NS-Aufarbeitung, Judaistik und Kinderliteratur wurde 2024 von ihrer Familie dem Leo Baeck Institut gespendet.

## Politisches Engagement
Marei Obladen war Gründungsmitglied der ersten Hamburger Pax-Christi-Gruppe und des Auschwitz Komitees Deutschland. Zusammen mit Gisela Wiese engagierte sie sich für die Betreuung jüdischer Zeugen der Hamburger NS-Prozesse. Ihre Arbeit war geprägt von einer unnachgiebigen Haltung gegenüber Antisemitismus, egal aus welcher politischen Richtung.
Ihre politischen Prinzipien führten dazu, dass sie 2012 ihre Mitgliedschaft bei Pax Christi auf Bundesebene aus Protest gegen eine unterstützte Aktion kündigte, da sie diese als antisemitisch empfand. Dennoch blieb sie der Organisation auf regionaler Ebene treu und setzte sich weiterhin für ihre Anliegen ein.

## Werke

### Hörspiele
- „Die Hexe Krakeline“ Auditon / Rias Berlin
- „Tine und Moni 1–4“ Auditon 1977
- „Spuki 1–6“ Auditon 1979
- „Alle Jahre wieder“ Rias Berlin 1984
- „Der Kinderbischof“ Rias Berlin 1985
- „Die Geschichte vom Frosch, der kein Prinz sein wollte“ Rias Berlin 1986
- „Thomas“ Berliner Kindheit während der NS-Zeit – Radio Bremen 1987
- „Wo ist die Stunde geblieben“ Rias Berlin 1987
- „Bremer Stadtmusikanten“ Radio Bremen 1991
- „Luba“ Polnische Kindheit während der NS-Zeit – Regie: Jörg Jannings Radio Bremen 1993
- Wir entdecken Komponisten: Peter Tschaikowsky „Nussknacker und Märchenprinz oder Du hörst doch, ich tanze“ Deutsche Grammophon 1984
- Wir entdecken Komponisten: Serge Prokofieff „Peter und der Wolf Serge, wir wollen Musik!“ Deutsche Grammophon 1984
- Wir entdecken Komponisten: Ludwig van Beethoven „Alle Menschen werden Brüder oder: Streit um einen Götterfunken“ Deutsche Grammophon 1985
- Wir entdecken Komponisten: Wolfgang Amadeus Mozart „Wolfgang von Gott geliebt?- Ein Fußtritt, Purzelbäume und ein Lied für den Canari“ Deutsche Grammophon 1987

### Hörspielbearbeitungen
- Erich Kästner: „Emil und die drei Zwillinge“, Produktion und Regie: Ruth Scheerbarth, Metronome 1974
- Erich Kästner: „Das doppelte Lottchen“, Produktion und Regie: Ruth Scheerbarth, Metronome 1974
- Erich Kästner: „Der 35. Mai“ Metronome
- Peter Härtling: „Ben liebt Anna“ Produktion und Regie: Ruth Scheerbarth 1982, Deutsche Grammophon 1982
- Peter Härtling: „Alter John I, II “, Produktion Rias Berlin 1982
- Guus Kuijer: „Erzähl mir von Oma“, Produktion Rias Berlin 1982, Regie: Jörg Jannings, Deutsche Grammophon 1983
- Jörg Müller, Jörg Steiner: „Die Menschen im Meer“, Co-Produktion: Rias Berlin und Deutsche Grammophon 1983 Regie: Jörg Jannings
- Christine Nöstlinger: „Jokel, Julia und Jericho“, Produktion Rias Berlin 1984, Deutsche Grammophon 1985
- „Das Tagebuch der Anne Frank – Wird es nicht unglaublich erscheinen, wie wir hier gelebt haben“ – Regie: Jörg Jannings, Co-Produktion: Rias Berlin und Deutsche Grammophon 1985
- Bjarne Reuter: „So einen wie mich kann man nicht von den Bäumen pflücken“, sagt Buster. Co-Produktion Rias Berlin und Polygram 1988
- Benno Pludra: „Das Herz des Piraten“ Co-Produktion Radio Bremen und Rias Berlin 1988 Regie: Jörg Jannings, Polygram 1989
- Imme Dros: „Annetje Lie, In der Tiefe der Nacht“ Radio Bremen 1991
- Isaac B. Singer: „Eine Kindheit in Warschau 1,2“, Produktion Rias Berlin 1981, Regie: Jörg Jannings, Deutsche Grammophon 1992
- Lloyd Alexander „Lukas Kasha 1–4“, Radio Bremen 1996
- Patricia MacLachlan „Schere, Stein, Papier“ RB 2001

Unter dem Pseudonym „Maral“ zahlreiche Hörspiele und Hörspielbearbeitungen (1968–1980) mit Ruth Scheerbarth (Regie und Produktion)

## Preise
- Terre des Hommes-Kinderhörspielpreis 1986
„Das Tagebuch der Anne Frank – Wird es nicht unglaublich erscheinen, wie wir hier gelebt haben“ – Regie Jörg Jannings, Co – Produktion Rias Berlin und Deutsche Grammophon 1985
- Terre des Hommes-Kinderhörspielpreis 1988, Lobende Erwähnung
Bjarne Reuter: „So einen wie mich kann man nicht von den Bäumen pflücken“, sagt Buster Co-Produktion Rias Berlin und Polygram 1988